# 約翰·吉倫
約翰·班傑明·吉倫（1994年3月31日—）為美國男子籃球運動員，出生並成長於德克薩斯州休士頓，六年級時右手曾感染了MRSA，接受過手術處置後讓吉倫更加珍惜生命，離開雷克耶稣會預科學院以後吉倫大學最先就讀阿肯色大學小岩城分校，一年後轉學到科羅拉多州立大學，第一年因NCAA規定無法上場，第二年的表現獲選西部山区联盟最佳第六人殊榮，第三年吉倫進入球隊先發陣容，2016年5月吉倫決定從科羅拉多州立大學畢業以後到雪城大學競逐最後一年大學籃球資格。
吉倫在德克薩斯傳奇展開職業生涯，2017年12月轉戰伊利海鷹。離開格林斯博羅蜂群之後，2019年9月吉倫與牛奶星簽約。2021年2月吉倫從Darüşşafaka Basketbol轉戰Alba Fehérvár。11月9日，吉倫加盟P. LEAGUE+桃園領航猿。2022年1月4日，吉倫離開桃園領航猿，總計出賽三場，留下場均22.6分、4助攻的表現。1月7日，吉倫加盟T1聯盟桃園雲豹。2023年3月2日，吉倫重返Pieno žvaigždės Pasvalys。

## 外部連結
- 約翰·吉倫在fiba.basketball（英语）
- 約翰·吉倫在NBA G聯盟（英语）
- 約翰·吉倫在土耳其籃球超級聯賽（英语）
- 約翰·吉倫在亞得里亞海聯賽（英语）
- 約翰·吉倫在P. LEAGUE+
- 約翰·吉倫在Basketball-Reference.com（NBA G聯盟）（英语）
- 約翰·吉倫在Basketball-Reference.com（國際）（英语）
- 約翰·吉倫在Sports-Reference.com（NCAA）（英语）
- 約翰·吉倫在Eurobasket.com（球員）（英语）
- 約翰·吉倫在Proballers（英语）
- 約翰·吉倫在RealGM（英语）